# Theo Jörgensmann
Theo Jörgensmann (Bottrop, 1948. szeptember 29.–) német dzsesszmuzsikus, klarinétművész és zeneszerző. Egyik legszakavatottabb modern improvizálója hangszerének. A hangulatos kamara jazzt hard boppal kombinálja.

## Életpályája
Az 1970-es évek elején kezdte pályáját kisebb dzsesszegyüttesekkel, ekkoriban jegyezte zenekarvezetőként első lemezét. Ugyanebben az időszakban sok németországi fesztiválon is szerepelt. Együtt játszott többek között Barre Phillips, Bobo Stenson, Kent Carter, Binder Károly, Kenny Wheeler, Louis Sclavis, Karl Berger, Denis Colin, Lee Konitz zenészekkel.
A 80-as, 90-es évektől sokféle „interdiszciplináris” zenei kísérlet résztvevője, zeneszerzéssel, színházi zenével, filmzenével is foglalkozik.

## Diszkográfia
- Contact 4tett, Loud Enough To Rock The Kraut (Konnex Records, 2015)
- Theo Jörgensmann Bucksch (2014)
- Rivière Composers Pool, Summer Works 2009: Kent Carter, Albrecht Maurer, Etienne Rolin. (Emanem, 2010; 3CD-Box)
- Trio Hot Jink: Albrecht Maurer, Peter Jacquemyn (2008)
- Trio Oles Jörgensmann Oles Directions (2005)
- Theo Jörgensmann Fellowship: Petras Vysniauskas, Charlie Mariano, Karl Berger Kent Carter Klaus Kugel (2005)
- Trio Oles Jörgensmann Oles miniatures: Marcin Oles, Bartlomiej Oles (2003)
- Theo Jörgensmann Quartet Hybrid Identity (2002)
- Theo Jörgensmann Eckard Koltermann Pagine Gialle (2001)
- Theo Jörgensman Quartet Snijbloemen (1999)
- Theo Jörgensmann Albrecht Mauer European Echoes: Barre Phillips, Bobo Stenson, Kent Carter (1998)
- Theo Jörgensmann So I Play solo (1996)

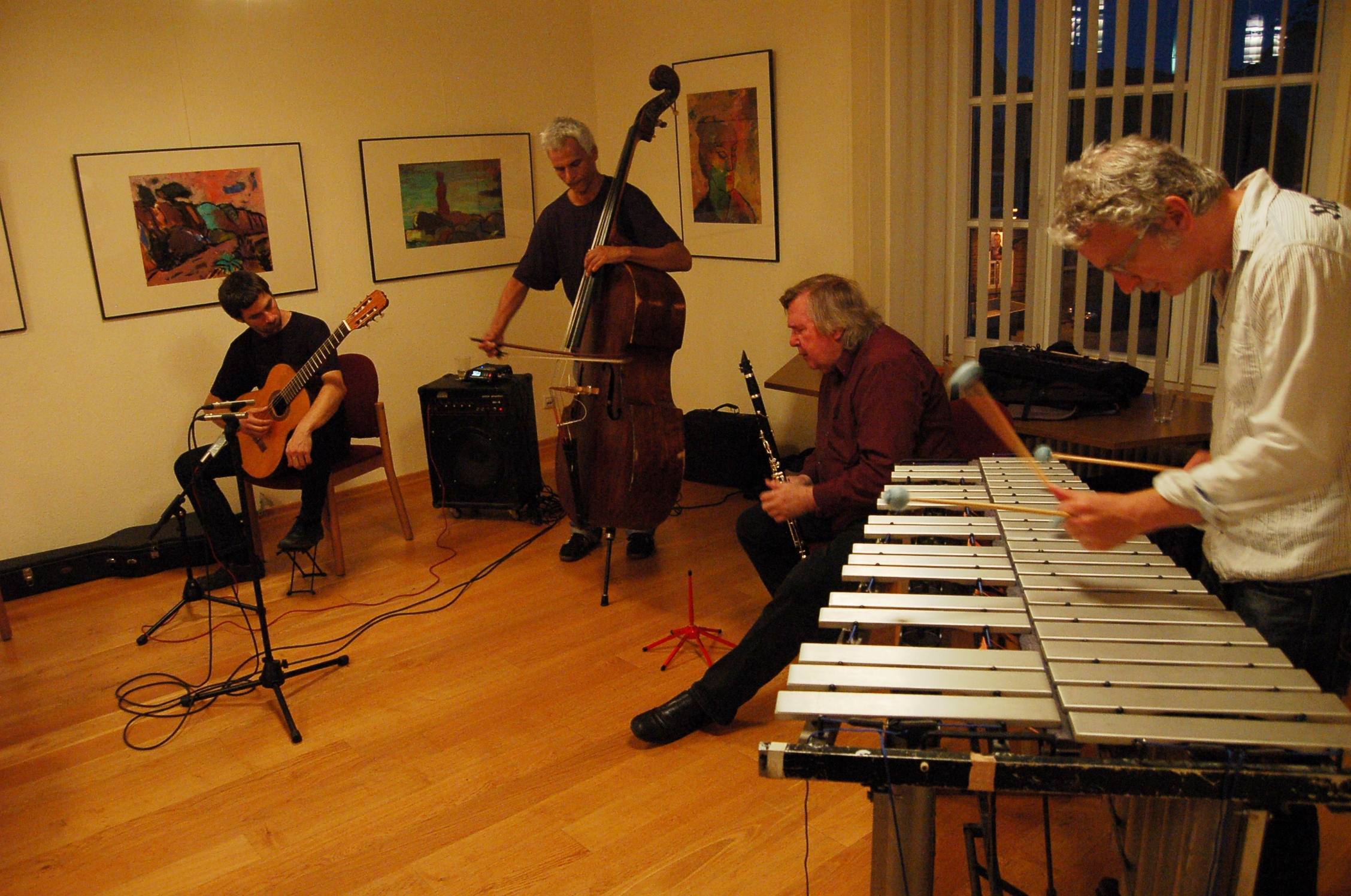
Theo Jörgensmann Freedom Trio a Christopher Dell; 2011

- Theo Jörgensmann John Fischer Swiss Radio Days Volume Three (1994)
- Károly Binder featuring Theo Jörgensmann Live at Music Academy Budapest (1993)
- Pangea feat. Theo Jörgensmann and Federico Sanesi Live at Music Academy Budapest: Károly Binder, Gabor Juhasz and Szabolcs Szőke (1993)
- Theo Jörgensmann Eckard Koltermann Perry Robinson Marterialized Perception (1992)
- Károly Binder Theo Jörgensmann In Budapest (1989)
- Willem van Manen Contraband Live at Bim Huis Amsterdam (1988)
- Theo Jörgensmann Zeitverdichtung solo (1987)
- CL 4 Alte und neue Wege: Lájos Dudasz, Dieter Kühr, Eckard Koltermann (1986)
- Andrea Centazzo Mitteleuropa Orchestra Doctor Faustus: Carlos Zingaro, Albert Mangelsdorff, Franco Feruglio (1984)
- Theo Jörgensmann Laterna Magica solo (1983)
- Clarinet Summit Live You better fly away: John Carter, Perry Robinson, Gianluigi Trovesi, Didier Lockwood, Aldo Romano, Eje Thelin (1980)
- Theo Jörgensmann Quartet Song of BoWaGe (1979)
- Theo Jörgensmann Trio Live at Birdland Gelsenkirchen (1977)
- Theo Jörgensmann Quartet and Perry Robinson in time (1976)

## Dokumentumfilm
- Theo Jörgensmann Bottrop Klarinette  (1987) directed by Christoph Hübner